# Jamie Uys
Jaymie Uys (n. 30 mai 1921, Boksburg⁠(d), Gauteng, Africa de Sud – d. 29 ianuarie 1996, Johannesburg, Africa de Sud; fiind cunoscut ca: Jamie Uys) el a fost un regizor și producător de filme sudafrican recunoscut pe plan internațional. Filmele lui (în număr de 24), sunt cunoscute ca filme pline de umor care tratează teme legate de continentul african. Filmul cel mai renumit este The Gods Must Be Crazy (în traducere „Zeii sunt probabil scrântiți”), care, după premiera în 1980, a rulat trei ani fără întrerupere în SUA.

## Filmografie
- Animals Are Beautiful People (Lumea minunată a animalelor)
- The Gods Must Be Crazy (Zeii trebuie să fie smintiți)
- Acum și mai mulți zei scrântiți
- Toate drumurile duc la Paris
- Luați locul pentru mormânt
- Un caz pentru Tom Davis
- Moartea în fața ochilor